# Copa Ibérica de fútbol sala
La Copa Ibérica de fútbol sala enfrentaba al campeón de la Liga Nacional de Fútbol Sala de España contra el vencedor de la Liga portuguesa de fútbol sala.

## Finales de la Copa Ibérica
| Temporada | Campeón                  | Subcampeón           | Ida | Vuelta | Notas                             |  |
| --------- | ------------------------ | -------------------- | --- | ------ | --------------------------------- |  |
| 1992/1993 | CLM Talavera             |                      |     |        |                                   |  |
| 1994/1995 | Maspalomas Sol de Europa | Miramar FC           |     | 3-2    | Edición disputada a partido único |  |
| 2003/2004 | Boomerang Interviú       | Benfica              |     | 5-0    | Edición disputada a partido único |  |
| 2005/2006 | Boomerang Interviú       | Benfica              | 7-3 | 2-2    |                                   |  |
| 2006/2007 | ElPozo Murcia            | Sporting de Portugal | 1-1 | 2-0    |                                   |  |